# Pot-au-Feu (société chantante)
Pour les articles homonymes, voir Pot-au-feu.

Le Pot-au-Feu est une société chantante parisienne.

## Historique
Elle a été fondée en 1872 par un membre de la quatrième société du Caveau : Hippolyte Poullain.
Elle existe jusqu'en 1922 selon le journal La Presse.
Le 1er mai 1878, elle est mentionnée dans le premier numéro de La Chanson. Revue mensuelle. Archives de la chanson. Écho des sociétés lyriques :
« La Chanson publiera les comptes-rendus des banquets mensuels du Caveau, de la Lice Chansonnière, du Pot-au-Feu et des diverses sociétés lyriques. »

### Description en 1881
La société chantante est décrite ainsi par Charles Vincent dans son ouvrage Chansons, Mois et Toasts, publié en 1881 :

« […] Le Pot-au-Feu, petite réunion fondée par l'un des membres du Caveau, Hippolyte Poullain. Auteur de chansons franches et toujours gaies, il publia des fables, des comédies, et, voilà deux ans à peine, un volume de mélanges, chez Dentu, sous ce titre : Un peu de tout. Cette réunion, dont les principaux membres appartenaient aux divers dîners artistiques et lyriques de Paris, avait pour habitués : Hachin, Henri Nadot, l’auteur de tant de chansons populaires, Vergeron, Fénée, Duplan, Lagoguée, Mouton-Dufraisse, Piesse, Jullien, les deux Lionnet, Ruel, président de deux ou trois sociétés lyriques, Chebroux, etc. ; Berthelier et Plet s'y firent entendre quelquefois. La note joyeuse était celle avant tout voulue dans la maison. 
[…]
Hélas ! Poullain a été enlevé à ses amis, et le Pot-au-Feu fut abandonné par Bonnay et Dentend, deux des fondateurs, non chansonniers, et qui — disaient-ils gaiement — en formaient le public. »

### Le Pot-au-Feu en 1922
« Demain, au cabaret littéraire du Caméléon, 146, boulevard du Montparnasse, sous la direction du maître-gueux Rapellin, fondateur, reprise du Pot-au-Feu Goguette, des gueux mélomanes d'antan, qui eut tant de succès chez Véfour.
M. Paul Berthet parlera de l'œuvre de Gaston Couté. Le maître-gueux Rapellin parlera également de l'historique des gueux.
Le gueux Joé Bridge clôturera la conférence sur les gueux. — La Presse. »